# إريك أوديه
إريك أوديه (بالإنجليزية: Erik Audé)‏ مواليد 5 أبريل 1980 في بيفرلي هيلز، الولايات المتحدة، هو ممثل و مؤدي مشاهد خطيرة أمريكي.

## الأعمال
- غريز أناتومي
- إن سي آي إس
- قناص أمريكي
- إن سي آي إس: لوس أنجلوس
- مسجون في الغربة
- سي اس آي: التحقيق في موقع الجريمة
- أول ماي تشيلدرن
- ذا ينغ أند ذا رستلس
- أيام حياتنا
- بوسيدون

## روابط خارجية
- إريك أوديه على موقع IMDb (الإنجليزية)
- إريك أوديه على موقع ألو سيني (الفرنسية)
- إريك أوديه على موقع أول موفي (الإنجليزية)
- إريك أوديه على موقع إن إن دي بي (الإنجليزية)
- إريك أوديه على موقع قاعدة بيانات الفيلم (الإنجليزية)
- إريك أوديه على موقع كينوبويسك (الروسية)